# Силиваш, Даниэла
Даниэла (Даньела) Виорика Си́ливаш (рум. Daniela Viorica Silivaş, род. 9 мая 1972, Дева, Румыния) — румынская гимнастка, трёхкратная олимпийская чемпионка, многократная чемпионка мира. Заслуженный мастер спорта Румынии. Кавалер Национального ордена «За заслуги» (2000).

## Биография
Даниэла родилась в небольшом трансильванском городе Дева. С 6 лет занималась спортивной гимнастикой в клубе «Четате» (тренеры — Йоан Карпинисан и Василика Опря), затем её тренерами были Адриан Горяк, Мария Косма и Октавиан Беллу. Первые большие успехи во взрослых соревнованиях пришли к ней в 1987 году, Силиваш выиграла 3 золотые медали на чемпионате мира в Роттердаме и 4 золота на европейском первенстве в Москве. В Москве Силиваш стала абсолютной чемпионкой, опередив всех советских гимнасток, доминировавших в этот период.
Звёздным часом спортсменки стали Олимпийские игры 1988 года в Сеуле. Олимпийский женский турнир по спортивной гимнастике ознаменовался упорнейшей борьбой советских и румынских спортсменок. Вслед за победой сборной СССР в командном турнире золотую медаль в абсолютном первенстве выиграла Елена Шушунова, которая опередила Даниэлу Силиваш всего на 0,025 балла. Силиваш взяла реванш в соревнованиях на отдельных снарядах, выиграв три турнира из четырёх — на брусьях, бревне и в вольных упражнениях. В опорном прыжке Силиваш стала третьей.
Спортсменка продолжала активную карьеру до 1989 года, когда получила серьёзную травму ноги. Травма, а также политическая нестабильность в Румынии, вызванная революцией вынудили спортсменку закончить выступления. В 1991 году она эмигрировала в США, где и живёт в настоящее время, работая тренером. В 2002 году Силиваш была включена в Международный Зал Славы гимнастики.
Одним из её именных элементов является впервые исполненный ею наскок на бревно в стойку на плечах в шпагате с последующим поворотом в стойке на плечах на 360 в сед. Также Силиваш впервые среди женщин исполнила на вольных двойное сальто назад в группировке с поворотом на 720 (двойное сальто с двумя пируэтами). Спортсменок, которые освоили этот элемент после неё, иногда объединяют в символический «Клуб Силиваш».